# Fenestella compressa
Fenestella compressa är en mossdjursart som beskrevs av Ulrich 1890 non Hall, 1879. Fenestella compressa ingår i släktet Fenestella och familjen Fenestellidae.

## Underarter
Arten delas in i följande underarter:
- F. c. aksanensis
- F. c. elongata
- F. c. kaindiensis